# Dipartimento di Grande Sido
Il dipartimento di Grande Sido è un dipartimento del Ciad facente parte della provincia di Moyen-Chari. Il capoluogo è Maro.

## Comuni
Il dipartimento comprende i seguenti comuni:
- Danamadji
- Djéké Djéké
- Maro
- Sido